# Alessandro Ciompi
Alessandro "Alex" Ciompi (Massa Marittima, 16 juni 1985) is een Italiaans autocoureur.

## Carrière
Ciompi begon zijn autosportcarrière in 2001 in de Italiaanse Formule Renault, waarin hij op het Circuit Mugello voor het team LT Motorsport als 29e eindigde. In 2002 maakte hij de fulltime overstap naar het formuleracing, waarbij hij voor Tomcat Racing in de Formule Monza reed. Hij won één race en eindigde als derde in het kampioenschap.
In 2003 keerde Ciompi terug naar de Italiaanse Formule Renault, waarin hij voor Uboldi Corse uitkwam. Met een achtste plaats op de Adria International Raceway als beste resultaat eindigde hij met acht punten als 21e in het kampioenschap.
In 2004 maakte Ciompi zijn Formule 3-debuut in het Italiaanse Formule 3-kampioenschap. Oorspronkelijk reed hij voor het team Target Racing, maar halverwege het seizoen stapte hij over naar Coloni Motorsport. Hij won de laatste race van het seizoen op het Misano World Circuit en behaalde vijf andere podiumplaatsen. Hierdoor eindigde hij achter Matteo Cressoni en Toni Vilander als derde in het kampioenschap met 139 punten.
In 2005 stapte Ciompi over naar de Italiaanse Formule 3000, waar hij uitkwam voor het team Fisichella Motorsport. Hij won de eerste race van het seizoen in Adria en werd achter Luca Filippi tweede in Mugello, waardoor hij met 19 punten als zesde in het kampioenschap eindigde.
In 2006 had Ciompi geen vast racezitje, maar reed hij in de raceweekenden op Silverstone en het Circuit de Catalunya voor het team Traini Corse in de Italiaanse Formule 3000, dat de naam had veranderd naar de Euroseries 3000. Hij behaalde twee punten met een zevende plaats op het Circuit de Catalunya, waardoor hij als achttiende in het kampioenschap eindigde.
In 2007 stapte Ciompi over naar de Formule Renault 3.5 Series, waar hij uitkomt voor het team EuroInternational. In zijn eerste race op het Autodromo Nazionale Monza behaalde hij zijn beste resultaat met een veertiende plaats, maar twee raceweekenden voor het eind van het kampioenschap verliet hij het team en eindigde zonder punten als 34e in het kampioenschap.